# Space Wars
Space Wars es un videojuego arcade de gráficos vectoriales lanzado comercialmente en 1977 basado en la versión desarrollada para la minicomputadora PDP-1 de 1962 Spacewar!. Fue portado al Vectrex en 1982.

## Descripción
Space Wars fue idea de Larry Rosenthal, un graduado del MIT que estaba fascinado con la Spacewar! original y desarrolló su propio hardware y software personalizado para que pudiera jugar el juego. Cinematronics trabajó con Rosenthal para producir el sistema.
Dos jugadores controlaban diferentes naves. Un botón hizo rotar la nave hacia la izquierda, otro hacia la derecha, uno empuja, uno dispara un proyectil y uno ingresa al hiperespacio (lo que hace que la nave desaparezca y reaparezca al azar en cualquier parte del campo de juego).
El juego ofrecía varias opciones de juego, incluyendo la presencia o ausencia de una estrella en el medio del campo de juego (que ejercía una atracción gravitacional positiva o negativa), si los bordes del campo de juego "se envolvía" a sus lados opuestos, y si las naves rebotaban. Otras tres características fascinantes fueron exclusivas de este juego. Primero, el juego no se podía jugar en el modo "un jugador"; un oponente humano fue requerido. En segundo lugar, la nave del jugador podría recibir un golpe de advertencia sin morir, pero sufriría daños; una nube de fragmentos sueltos de la nave se rompería y se alejaría flotando, después de lo cual la nave quedaría visiblemente dañada en la pantalla y giraría y aceleraría más lentamente. El tercero y más memorable fue que la duración del juego para cualquier partida se regía exclusivamente por la cantidad de dinero depositada; cada cuarto de dólar compraba un minuto y medio de juego. Un dólar compraba seis minutos, y por 10 dólares, dos jugadores podrían jugar sin parar durante una hora.

## Legado
Space Wars formó la base de la plataforma utilizada por Cinematronics a principios de los '80. La mayoría de sus juegos de vectores en blanco y negro posteriores (como Star Castle y Tail Gunner) se basaron en este diseño básico personalizado.